# Богацький Павло Олександрович
Павло́ Олекса́ндрович Бога́цький (англ. Pavlo Bohatsky; 17 березня 1883, Купин, Поділля — 23 грудня 1962, Воллонґонґ, Новий Південний Уельс, Австралія, похований там само) — український письменник, журналіст, літературознавець, літературно-театральний критик, бібліограф, редактор, політичний і військовий діяч, дійсний член Наукового товариства імені Шевченка, начальник київської міліції (1917—1918). Криптоніми та псевдоніми: Б, П. Б., Б. Г-цький, П. Жучок, П. Олександренко, П. Оль, Павло Б., Я. Стоколос, Студент, Aliens, Alienus. 

## Життєпис

Павло Богацький та Петро Шекерик-Доників святкують День Злуки.
Київ, 22 січня 1919

Павло Богацький народився 17 березня 1883 року в містечку Купин Подільської губернії, син священика. Після навчання в Подільській духовній семінарії у Кам'янці-Подільському. Після молодечого захоплення орнітологією, Богацький захопився літературою, а натрапивши на «недозволені» книжки, захопився ще й революційною акцією. Праця в таємному революційному гуртку, зв'язки з невгодними для начальства людьми, редагування шкільного часопису «Проба сил» спричинились до звільнення в грудні 1903 р. Богацького з 5 класи семінарії на підставі резолюції архиєрея «за дух, не соотвєствующій дух семінарії». Після цього Богацький вступив до офіцерської юнацької школи у Вільні, яку скінчив березня 1906 року з рангом підпоручника. Призначений офіцером до Луцького полку піхоти, до 10 роти, що стояла тоді в м. Ромен на Полтавщині. Продовження праці по революційних гуртках спричинилась до того, що Богацький був заарештований у вересні 1906 року і посаджений в «Косий Капонір» київської цитаделі, де й пробув 5½ місяців, аж до повного звільнення його з військової служби. У цей час він, подібно до переважної частини молодої української інтелігенції, перебував під впливом як національних, так і соціалістичних ідей.
Шлях до університету був заборонений, тому Богацький вступив на агрономічний факультет Київської політехніки (1907—1908) але не докінчив через літературної і редакційної праці. В 1910-х роках активно виступав з прозовими творами.
Він редагував і видавав журнали «Хрін» (1908; вийшло 1 число), «Вісник культури і життя» (разом із Гнатом Хоткевичем, 1913; вийшло 4 числа).
Разом з Микитою Шаповалом стає організатором і редактором київського журналу «Українська хата», який видавали з березня 1909 р. аж по серпень 1914 року, коли журнал був закритий, а Богацький був заарештований російською владою і засланий до Наримського краю в Сибір, звідкіль його визволила лише революція 1917 року.
В 1917 році повернувся до Києва, і в квітні 1917 року на першому Всеукраїнському Національному Конґресі Богацький був вибраним першим секретарем, а за тим переходить на адміністративну працю, як начальник Київської повітової міліції (березень 1917 — лютий 1918), а потім міста Києва (березень-квітень 1918). Був арештований та ув'язнений німцями у зв'язку з викраденням банкіра Абрама Доброго. В ув'язненні перебував аж до вибуху другої революції в Україні в листопаді 1918 року.
У відновленій Українській Народній Республіці Богацький зайняв посаду столичного отамана, а по залишені Києва Директорією був прикомандирований до Корпусу Січових Стрільців, і з березня 1919 року як отаман Коша Охорони республіканського ладу при Міністерстві внутрішніх справ УНР у Кам'янці-Подільському. Він пройшов з Кошем всю Волинь та західне Поділля аж до відступу армії Української Народної Республіки на територію Галичини.
Знайомий Володимира Самійленка.

### Польща і Чехословаччина
В 1920 емігрував до Польщі, де співпрацював в газеті «Українська Трибуна» (Варшава 1920). Весною 1922 переїхав до Праги для участі в організації української культурної праці в Чехословаччині, де став членом редакції і керівником видання «Нова Україна» (1922—1923), а згодом одним з керівників «Селянської Спілки»
У травні 1926 був обраний головою «Українського Громадського Видавничого Фонду» в Празі, а з 1929 — членом Українського Соціалогічного Інституту в Празі з доручення керувати Кабінетом Шевченкознавства. З 1930 обраний ученим Секретарем і членом Дирекції цього Інституту.
Одержав у 1930-их рр. докторат гоноріс кавза від Українського Соціологічного Інституту в Празі; дійсним членом Історично-філологічного товариства в Празі.

### Австралія
До Австралії приїхав у 1949, де став головою Тірольською Громадою у штаті НПВ. Був основоположником Української Громади у Воллонґонґу, брав активну участь в громадському житті і до самої смерті був співробітником «Вільної Думки» (Сідней), продовжуючи працювати над «Малою Літературною Енциклопедію».
За активну діяльність у Пласті (Україна, Чехія, Німеччина) нагороджений Орденом св. Юрія в золоті; був дійсним членом Бібліологічної Комісії Наукового Товариства ім. Т. Шевченка у Львові (з 1953).

### Вшанування пам'яті
- У травні 2022 р. в місті Городок Хмельницької області провулок Купріна перейменували на провулок Павла Богацького.

## Творчість
- «Камелія» (1918) — збірка новел
- Богацький П. Під баштою зі слонової кости [Архівовано 17 серпня 2021 у Wayback Machine.]. Прага-Берлін : Нова Україна, 1923. 95 с.
- «На шляху до освіти» (1941)
- «Нові літературні прямування» (1942)
- «„Кобзар“ Т. Шевченка за сто років 1840—1940» (1942) Краків-Львів, Українська книга, т.4
- «Сучасний стан світового мистецтва»
- Мала Літературна Енциклопедія [Архівовано 5 липня 2017 у Wayback Machine.] (2002) Сідней ISBN 0-908168-12-8.
- Богацький П. Матеріали до критичного видання творів Грицька Чупринки [Архівовано 6 березня 2019 у Wayback Machine.]. Прага, 1926. 185 с.
- Богацький П. Мій дім, мій край, моє життя: Хроніка життя родини Богацьких. — Міттенвальд, 1947. −50 с.
- Богацький П. Сьогочасні літературні прямування. — Прага: Нова Україна, 1923. — 88 с.
- Богацький П. Чесний робітник: Оповідання // Дзвін. — 1990. — № 7. — С. 26-27.
- Богацький П., Шаповал М., Животко А. Українська хата 1909—1914 [Архівовано 4 березня 2016 у Wayback Machine.]. — Нью-Йорк: Українська Громада ім. М. Шаповала в Новім Йорку, 1955
- Богацький П. З пережитого (спогади) [Архівовано 14 червня 2019 у Wayback Machine.]